# Eißel (Thedinghausen)
Eißel ist ein Ortsteil der Gemeinde Thedinghausen in der Samtgemeinde Thedinghausen im niedersächsischen Landkreis Verden.

## Geografie

### Lage
Eißel liegt im nördlichen Bereich der Gemeinde Thedinghausen, 2 km nördlich vom Kernort Thedinghausen entfernt.

### Flüsse
Durch Eißel fließt die von Thedinghausen kommende Eyter. Sie mündet 2 km weiter nördlich in die Weser.

### Nachbarorte
Nachbarorte sind – von Norden aus im Uhrzeigersinn – Ortsteile der Gemeinde Thedinghausen: Werder, Lunsen, Thedinghausen und Dibbersen.

## Geschichte

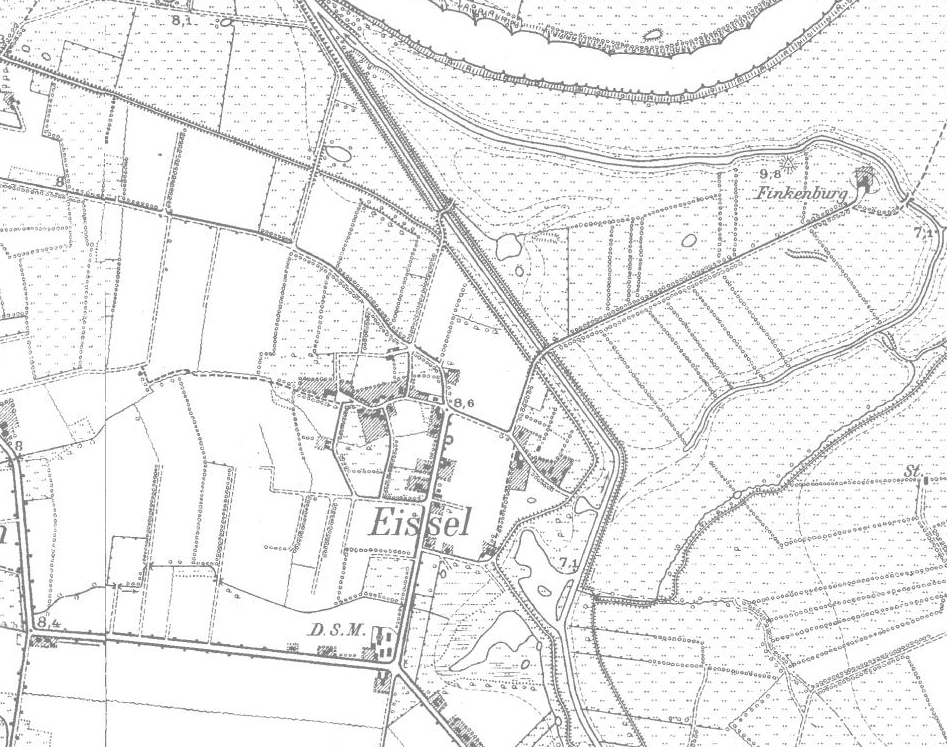
Eißel 1899

Die erste urkundliche Erwähnung ist das Jahr 1193 und im Jahre 1966 wurde die alte Gemeinde Eißel Mitglied der kleinen Samtgemeinde Thedinghausen im Landkreis Braunschweig.
Am 1. Juli 1972 wurde Eißel in die Gemeinde Thedinghausen eingegliedert. Diese wechselte in den Landkreis Verden.

## Wirtschaft und Infrastruktur
Die Wirtschaft Eißels ist fast ausschließlich Landwirtschaftlich geprägt.

### Verkehr
Eißel liegt an der L 203, die nördlich von Riede aus nach Thedinghausen führt. Ansonsten liegt der Ort fernab des großen Verkehrs. Die A 27 verläuft 5 km entfernt nördlich, und die A 1 verläuft nordwestlich, 6 km entfernt.

### Entsorgung
- Klärwerk Eißel